# Accademia Filotima
L'Accademia Filotima, o Accademia dei Filotimi, fu fondata a Verona il 2 maggio 1565 dal generale di Astorre Baglioni, con l'obiettivo di educare i giovani nobili all'arte cavalleresca.
Oltre all'addestramento cavalleresco, l'Accademia offriva anche un'educazione in materie quali storia, matematica, geografia e astronomia: questa istituzione ebbe quindi un ruolo importante nella formazione dei giovani nobili di Verona che, quando necessario, contribuirono a difendere la Repubblica di Venezia, tanto che lo stesso fondatore morì in battaglia contro i turchi, durante la guerra di Cipro.
L'anno accademico era scandito da due momenti importanti: l'esibizione pubblica, che avveniva la domenica prima del Mercoledì delle ceneri, in cui i giovani filotimi (ovvero "amanti dell'onore") si esibivano nelle loro abilità; la festa dell'Accademia, che cadeva il 25 gennaio, giorno di san Paolo, convertito a cavallo sulla via di Damasco.
Nel primo periodo ebbe sede in palazzo Boldieri fino a quando, a causa della morte del suo fondatore e il difficile periodo attraversato, venne chiusa temporaneamente nel 1587. Nel 1610 fu riaperta e ospitata per oltre un secolo presso palazzo Giusti, anche se perse la sua funzione educativa e divenne per lo più un luogo di ritrovo. Accolta infine presso la sede dell'Accademia Filarmonica, questa importante istituzione cessò di esistere nel 1797, con l'arrivo di Napoleone e la dissoluzione della Repubblica di Venezia.